# HVOB
HVOB (nome che sta per Her Voice Over Boys) è un gruppo musicale austriaco fondato da Anna Müller e Paul Wallner a Vienna.

## Carriera
Il duo si concentra su musica elettronica "sobria e minimalista" associata alla voce. Dopo aver pubblicato la musica su SoundCloud hanno attirato l’attenzione di Oliver Koletzki, un produttore tedesco di musica dance e house.
Oliver Koletzki ha messo il duo sotto contratto e li ha poi fatti comparire al Melt Festival.
La loro prima traccia, Dogs, è stata pubblicata nel 2012.
Nel 2013, la band ha pubblicato il suo primo album in studio, HVOB.
Il loro secondo album, Trialog, pubblicato nel 2015, è stato dichiarato dalla rivista American Thump come "un candidato per il premio di "Album dell'anno"".
Nel 2015, il duo ha visitato l'India e si è recata in varie città, tra cui Bangalore. Il duo è stato "votato come uno dei migliori live act al mondo".
Nel 2017, il gruppo ha pubblicato il suo terzo album, Silk, in collaborazione con Winston Marshall. Jamie McNamara di BeatRoute descrive la prima traccia dell'album citandone “l'atmosfera lunatica”.

## Discografia
- 2013 – Her Voice Over Boys
- 2015 – Trialog
- 2017 – Silk
- 2018 – Eraser/Zinc
- 2019 – Panama
- 2019 – Rocco
- 2022 - TOO